# Groß Boden
Pour les articles homonymes, voir Boden (homonymie).
Groß Boden est une commune allemande du Schleswig-Holstein, située dans l'arrondissement du duché de Lauenbourg (Kreis Herzogtum Lauenburg), à huit kilomètres au sud-est de la ville de Bad Oldesloe. Groß Boden est l'une des 25 communes de l'Amt Sandesneben-Nusse dont le siège est à Sandesneben.